# SN 1923A
SN 1923A – supernowa typu II-P odkryta 10 maja 1923 roku w galaktyce NGC 5236. W momencie odkrycia miała maksymalną jasność 14,00m.